# 桑田佳祐 LIVE TOUR & DOCUMENT FILM 「I LOVE YOU -now & forever-」完全盤
『LIVE TOUR & DOCUMENT FILM「I LOVE YOU -now & forever-」完全盤』（ライブツアー アンド ドキュメント フィルム アイラブユー ナウアンドフォーエバー かんぜんばん）は、桑田佳祐のライブ・ビデオ。2013年3月13日にDVDとBlu-rayで発売。発売元はタイシタレーベル / ビクターエンタテインメント / SPEEDSTAR RECORDS。

## 背景
本作は15枚目シングル「Yin Yang/涙をぶっとばせ!!/おいしい秘密」と同時発売をし、同時購入した者にはツアー中に桑田が着用した鯉のぼり柄の衣装をモチーフにした「こいの桑田御守」が先着でプレゼントされた。

## 音楽性
完全生産限定盤特典の『I LOVE YOU -now & forever- 完全本』の表紙は大谷鬼次の奴江戸兵衛風のイラストがエレキギターを抱えたもので、裏表紙も富士山や桜、そして下記のツアー会場にちなんだイラストになっており、全体的にこのツアーのコンセプトの「和」の要素がデザインに反映されている。

## リリース
Disc1には2012年9月から始まった5年ぶりのツアーから、自身初となるさいたまスーパーアリーナの公演を収録。Disc2には完全密着ドキュメント映像が収録されている。また、完全生産限定盤の特典としてオフショットや桑田やサポートメンバーのインタビューを収録した『I LOVE YOU -now & forever- 完全本』も封入された。

## ライブ

### スケジュール
- 2012年9月15日・9月16日 宮城県総合運動公園総合体育館（セキスイハイムスーパーアリーナ）
- 2012年9月29日・9月30日 北海道立総合体育センター
- 2012年10月6日・10月7日 サンドーム福井
- 2012年10月24日・10月25日 愛媛県武道館
- 2012年11月7日・11月8日 広島県立総合体育館
- 2012年11月14日・11月15日 さいたまスーパーアリーナ
- 2012年11月28日・11月29日 マリンメッセ福岡
- 2012年12月5日・12月6日 名古屋市総合体育館（日本ガイシ スポーツプラザ）
- 2012年12月12日・12月13日 大阪城ホール
- 2012年12月27日・12月28日 ・12月30日・12月31日 横浜アリーナ

### エピソード
先述した通りこのライブは「和」のコンセプトで行われており、桑田はベスト・アルバム『I LOVE YOU -now & forever-』の発売に伴い放送されたWOWOWでのインタビューで「今興味があるのは日本の『和』。そういったものをステージに取り入れられないかと考えているところです」と発言し、ツアー初日に発売された著書『やっぱり、ただの歌詩じゃねえか、こんなもん』でも「古の日本文化を、ステージなどに取り入れるのも有りだろう」と演出の構想を述べていた。実際のライブでは本編で着用した鯉のぼり柄（最終日は波柄に変更される）:222,223のジャケット・Tシャツ といった衣装や、オープニングでの歌舞伎風の口上（『青砥稿花紅彩画』の名科白のパロディ）、アンコールのエンディングでのダンサーの花魁風の口上などの「和」をモチーフとした演出が随所に取り入れられた:184。これについては「ブラタモリ」（NHK総合）を少し意識したと述べている:184。また、この「和」の意味合いがライブをしているうちに「和む」や「輪」という意味に変わっていったという発言もしている。桑田は翌年以降のサザンオールスターズの活動の際にも「”和”という言葉が好き」 と述べており、日本的なものから「世界平和」などの幅広い定義で「和」の要素を部分的に取り入れている。
オープニングの歌舞伎の演出の部分の登場BGMの音源に関しては歌舞伎の舞台で活躍しているプロの演奏家が参加しており、録音は普段桑田が使用しているビクター401スタジオで行われた。口上を読み上げた人物に対しては桑田から「少し抑揚のあるやつを」といった注文と、ライブに来た観客が盛り上がることを想像しながら喋るようにといった指示が出ていた。
このライブでは毎回演出やアレンジなどを少しずつ変化させていきながら行っていたことを桑田やサポートメンバーが述べている:133,182。初日の会場を宮城にしたことについては、前年の『宮城ライブ 〜明日へのマーチ!!〜』で観客に「また絶対に帰ってくるから」と宣言してしまい、「今度ばかりは嘘はつけない」と思ったためであるとしている。また、宮城公演では前年のライブと同様に縁日を模した広場『虹の広場』が設置された。
北海道以外のすべての公演で前年のライブのオープニングで歌った「青葉城恋唄」をご当地に合わせたものや時事ネタ、自身の心情を投影した替え歌にして歌われた。なお、北海道公演では「てぇへんだ（大変だ）」などに代表される江戸っ子の口調を取り上げたうえで、北海道を「へっけぇでぇ」と発音した桑田のオリジナルのご当地ソングが歌唱された:74,75,114,115。また、大阪公演のみ「OSAKA LADY BLUES 〜大阪レディ・ブルース〜」を歌唱する一幕もあり、12月12日にはゲストとして金本知憲が登場した:187。
MC内のメンバー紹介では当初こそはごく普通に手を振るのみだったが、桑田の要望により、金原千恵子が犬の鳴き声の真似をしたり、深町栄が指人形で観客を楽しませたり、佐藤嘉風がご当地ネタを絡めたイラストを発表したりするなど、メンバーそれぞれがサービス精神を発揮するようになった。
桑田は12月5日から12月30日までアンコールではTHE BAWDIES（5日）・くるり（6日）・斉藤和義（12日）・FUNKY MONKEY BABYS（13日）・いきものがかり（27日）・ASIAN KUNG-FU GENERATION（28日）・Superfly（30日）といった若手アーティストのグッズのTシャツをそれらのアーティスト達に対するエールを込めて着用して臨んでいた:214,215,216.217,218,219。それ以外の日はこのツアーのグッズの「I LOVE YOU  -now & forever-」と書かれた赤色のTシャツを着用していた。広島公演では桑田はオープニングで衣装の上に広島東洋カープのユニフォームを着用して登場した。また、MCでは「広島カープ優勝おめでとうございます」と発言した。これらのサプライズ演出に観客は盛り上がり、拍手が飛んでいた。
作家の百田尚樹がこのライブの大阪公演（12月13日）を観賞していたことを自身のツイッターで述べており、「すごい迫力だった」「感動した」といった感想を残している。また、このライブをきっかけに3代目桂春蝶との交流も生まれている。なお、桑田は翌年のサザンの活動の中で、百田の原作の小説『永遠の0』の映画版に主題歌を書き下ろしている。桑田と親交がある3代目桂春蝶は大阪公演（12月13日）と横浜公演（12月27日）を観に行っており、前者の際には「多くのパワーとエネルギー、そして知恵を授かりました」と感動した旨を述べ、桑田のことを「国の宝」「一番死んでほしくないひと」とブログで評し、後者の際には終演後に桑田から「また落語見にいきますね」という内容のメールが来たことを明かしている。角田光代・河野丈洋夫妻は横浜アリーナ公演（12月28日）に招待され、終演後にはスタッフの案内で桑田の楽屋を訪れている。なお、角田は15歳の時に『NUDE MAN』を聞いて以来横浜市内でのライブに行ける範囲で通っていたほどのサザン及び桑田のファンであるが、横浜アリーナに行ったのはこれが初めてだったという。また、角田によるとサザンおよび桑田のライブに行くのは西武ライオンズ球場での公演以来27年ぶりであったという。
最終日の横浜アリーナ公演の模様はWOWOWで生中継された。

## 収録曲

### DISC1
1. 悲しい気持ち (JUST A MAN IN LOVE)
2. 今でも君を愛してる
3. いつか何処かで (I FEEL THE ECHO)
ここまではアルバム『I LOVE YOU』と同じ曲順でかつCD音源とほぼ同じアレンジである[10]:116。
4. 本当は怖い愛とロマンス
ビートルズの楽曲「レット・イット・ビー」がイントロ前に管楽器によって挿入された[10]:117。
5. MY LITTLE HOMETOWN
6. 真夜中のダンディー
最後の歌詞に「〇〇（会場名など）で 嗚呼 歌など歌っている」というフレーズが付け加えられていた[34]。
7. 東京
8. 月
9. 幸せのラストダンス
「幸せのラストダンス」では結婚を控えた、もしくはしたカップルを一組客席から探し、祝福する演出が行われた[10]:121
10. CAFE BLEU
「青葉城恋唄」の替え歌がMCで歌われ、間髪入れずにこの曲が始まる[10]:122。なお、福岡公演2日目以降はこの曲はカットされ、繰り上がりで「明日へのマーチ」が演奏されている[12]。
11. 明日へのマーチ
12. 愛しい人へ捧ぐ歌
ビートルズの楽曲「イン・マイ・ライフ」を前フリで歌唱した[10]:123。
13. 声に出して歌いたい日本文学〈Medley〉
曲開始前と終了後に桑田扮する「色モン太[注 9]」がVTRで登場し、この曲の趣旨の説明を行った[34]。
14. 現代東京奇譚
15. 白い恋人達
「アヴェ・マリア」がイントロ前に挿入された[34]。
16. ダーリン
17. 銀河の星屑
アウトロと歌詞が追加されるアレンジがされている[34]。
18. Let's try again 〜kuwata keisuke ver.〜
「Let's try again ～kuwata keisuke ver.～」と「波乗りジョニー」の間に「YOUNG MAN (Y.M.C.A.)」（西城秀樹）・「ライディーン」(YMO)・「止まらないHa〜Ha」（矢沢永吉）・「恋人がサンタクロース」（松任谷由実）のメドレーが挿入された。桑田はこれを「皆さんに対しての敬意であり、ミーハー根性です」としている[10]:192,193。
19. 波乗りジョニー
二番の歌詞が一部変更されている[34]。
20. 100万年の幸せ!!
前半はメンバーが当てぶりで演奏し、後半からは大仏に扮したビクターのスタッフと共に全員で踊る演出が行われた。これはゴールデンボンバーを意識して行われたものだった[10]:131,194[12]。

ENCORE
1. ROCK AND ROLL HERO
福岡公演2日目より、当時未発表だった「涙をぶっとばせ!!」がアンコール一曲目として演奏され、同時に先述の通り「CAFE BLEU」がライブ本編で演奏されなくなった。ちなみに「涙をぶっとばせ!!」の歌唱シーンはDISC2に一部が収録されている[12]。
2. 可愛いミーナ
3. 祭りのあと
最後のサビの歌詞が一部変更されている[34]。
4. 月光の聖者達
2番の後半では前年に開催された『宮城ライブ 〜明日へのマーチ!!〜』の演出を踏襲し、日の丸を投影させる演出を行った[注 10][11]。
5. 明日晴れるかな

### DISC2
DOCUMENT FILM 「I LOVE YOU -now & forever-」
- ツアー期間中の舞台裏をまとめた作品。ナレーションを原由子が担当している。エンディングで使われたメンバー・スタッフの写真はすべて桑田が自ら撮影したものだった[12]。

## 参加ミュージシャン
- 桑田佳祐:Vocal, Guitar
- 斎藤誠:Guitar
- 角田俊介:Bass
- 河村 "カースケ" 智康:Drums
- 片山敦夫:Keyboards
- 深町栄:Keyboads
- 山本拓夫:Sax
- 西村浩二:Trumpet
- 金原千恵子:Viorin
- 安奈陽子:Chorus
- 竹沢敦子:Chorus
- 佐藤嘉風:Chorus
- 角谷仁宣:Synth & Programming
- ダンサーズ
  - EBATO DANCING TEAM（本作では“I LOVE YOU” special dancersとクレジットされている[10]:7[12][注 11]）

## 映像関連
- 桑田佳祐 - LIVE TOUR & DOCUMENT FILM 「I LOVE YOU -now & forever-」完全盤(TRAILER) - YouTube